# Isla Leguan
La isla Leguán (en inglés Leguan Island) es una pequeña isla situada en el delta del río Esequibo, en la costa de Guyana, al norte de Sudamérica, posee nueve millas de largo y dos millas de ancho, y una superficie aproximada de 47 km² apartando el río Esequibo, como límite natural de Venezuela que genera soberanía y explotación económica en su totalidad sobre las aguas adyacentes, es decir, del río en cuestión, frente a la costa seca de Guyana, que por el momento es administrada por Guyana dentro del distrito N° 3, Islas Esequibo-Demerara Occidental.

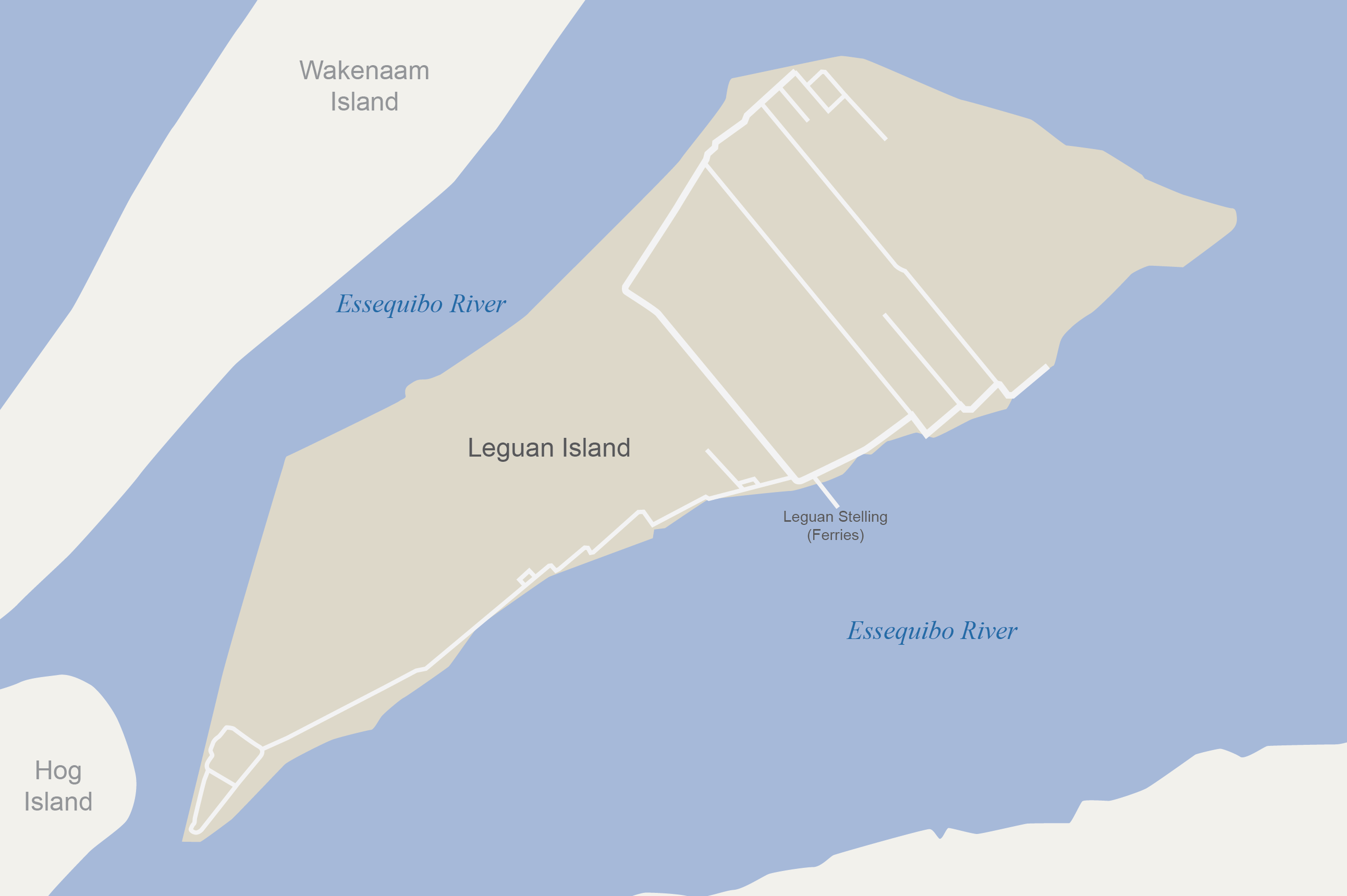
Mapa

## Población
Leguán tiene una población estimada de 7.700 habitantes distribuidos en aproximadamente 37 aldeas, su número de pobladores ha disminuido considerablemente durante la última década, como consecuencia de las migración a otras áreas urbanas de Guyana, o por la emigración a países como EE. UU., Canadá, Reino Unido, o islas del Caribe.
Su composición étnica se distribuye aproximadamente de la siguiente manera: 82% de ascendencia de la India occidental y 17% de ascendencia africana, el resto aproximadamente 1% es de ascendencia variada: chinos, norteamericanos, ingleses, etcétera, la mayoría de estos últimos están aquí por actividades religiosas o relacionadas con el gobierno.

## Religión y Lengua
La mayoría de los habitantes habla inglés y lenguas relacionadas con el lugar de origen de muchos de los pobladores, siendo la mayoría de estos practicantes del hinduismo, con minorías que incluye musulmanes, cristianos y rastafaris.

## Economía
Los habitantes de Leguán se dedican principalmente a la agricultura y a la ganadería, además de a actividades relacionadas, con la Administración dl Gobierno, enseñanza, salud, etc. 

## Infraestructura
Leguán es sede de la oficina gubernamental para las islas del esequibo, esta sirve a la Isla Hog y a la Isla Guaquenám, tiene cinco escuelas primarias y una secundaria, esta última con alrededor de 700 estudiantes. La isla tiene tres caminos pavimentados principales, dos que funcionan a lo largo de las costas del norte y del sur y un camino que conecta los caminos costeros. Leguán recibió solamente servicios de la electricidad de la compañía de la energía y de la luz de Guyana en 1997 y los servicios telefónicos, de telefonía fija y celular, y del telégrafo en 1999.
- Datos: Q6518695
- Multimedia: Leguan Island / Q6518695